# RailAmerica
RailAmerica Inc. war ein US-amerikanisches börsennotiertes Unternehmen, das 42 vor allem Shortline-Eisenbahngesellschaften in 27 Bundesstaaten der Vereinigten Staaten und in drei kanadischen Provinzen mit einer Gesamtstreckenlänge von rund 12.500 km besaß. Firmensitz war Jacksonville. Das Unternehmen hatte rund 1800 Beschäftigte.
Ende 2012 wurde RailAmerica mit allen Tochtergesellschaften durch Genesee and Wyoming übernommen.

## Geschichte

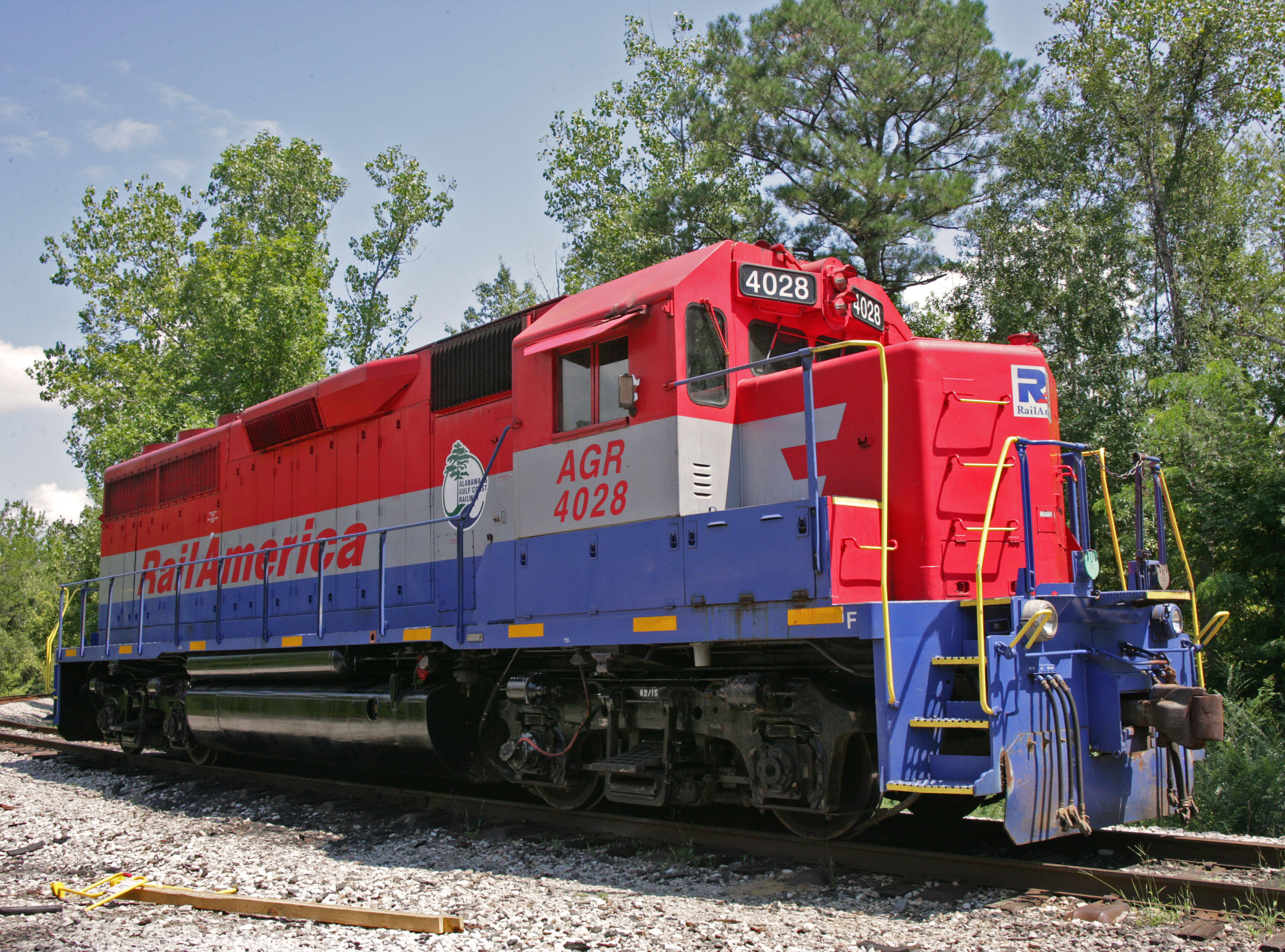
Lokomotive der Alabama and Gulf Coast Railroad mit der typischen RailAmerica-Lackierung

RailAmerica wurde am 31. März 1992 von Gary O. Marino und John H. Marino als Holding zum Erwerb und Betrieb von mittleren und kleineren Eisenbahnen mit Sitz in Boca Raton gegründet. Die ersten beiden Eisenbahngesellschaften unter dem Dach der Holding waren die Huron and Eastern Railway (gegründet 1986) und Saginaw Valley Railroad (gegründet 1991).
Chairman of the Board, Präsident (ab Juli 1996) und Chief Executive Officer (ab März 1994) war Gary O. Marino, der bis dahin die Huron and Eastern geleitet hatte.
Im November 1992 ging RailAmerica an die Börse und wurde an der NASDAQ gelistet. Damit wurden die finanziellen Möglichkeiten für weitere Erwerbungen geschaffen. Im Februar 1994 folgte mit der South Central Tennessee Railroad die dritte Strecke. In den Jahren 1994 und 1995 wurde das Management wesentlich erweitert.
Außerdem erwarb die Gesellschaft die Dakota Rail in Minnesota mit Anbindung an die West Texas and Lubbock Railroad in Texas. Im Dezember 2001 wurde bekannt gegeben, dass diese 44 Meilen-Eisenbahnstrecke an die Hennepin County Regional Rail Authority für 7,6 Millionen Dollar veräußert wird.
1994 wurde der Aufliegerhersteller Kalyn/Siebert erworben, jedoch 2000 wieder abgestoßen, da die geplanten Synergien nicht umsetzbar waren. Das Wachstum wurde 1996 fortgesetzt mit dem Erwerb von weiteren drei Strecken. Die Tochter Minnesota Northern Railroad übernahm von der Burlington Northern Santa Fe Corporation (BNSF) 204 Meilen Eisenbahnstrecke rund um Crookston. Weiterhin wurde die Otter Tail Valley Railroad in Minnesota übernommen.
Die Cascade and Columbia River Railroad betreibt die durch RailAmerica übernommene Oroville-Line der Burlington Northern Santa Fe Corporation.
Im Frühjahr 1997 erwarb RailAmerica 55 % an der 2.253 km langen chilenischen Eisenbahn Ferronor. Im Dezember 2001 gab RailAmerica bekannt, dass Ferronor ab dem 2. Januar 2002 die Potrerillos Railway betreiben wird. Im Rahmen dieser Übernahme wurde ein 15-Jahres-Transportvertrag mit dem weltgrößten Kupferproduzenten Codelco abgeschlossen. Im Februar 2004 verkaufte RailAmerica seine gesamten Anteile an der Ferronor.
Die Expansion der Gesellschaft setzte sich im August 1997 mit dem Erwerb der 97 km langen St. Croix Valley Railroad von der Burlington Northern Santa Fe Railway fort. Dieses Geschäft war RailAmericas elfte Strecke, die vierte in Minnesota und die dritte zwischen BNSF und RailAmerica.
Im Oktober 1997 erfolgte über das Tochterunternehmen RailAmerica Australia P.T.Y. Ltd. die Beteiligung an der Great Southern Railway und damit der Einstieg in den australischen Markt. Das Unternehmen erhielt die Konzession für den transkontinentalen Personenverkehr. Die Beteiligung wurde im Oktober 1999 an den Mehrheitseigentümer Serco Group plc weiterverkauft.
1998 wurde von CSX Transportation durch Saginaw Valley Railway Company die Eisenbahnstrecke von Saginaw nach Brown City erworben.
Im August 1998 erwarb RailAmerica die 21 km lange Ventura County Railroad in Oxnard (Kalifornien). Im Frühjahr 1999 kaufte das Unternehmen von der Canadian Pacific Railway seine dreizehnte Strecke und die erste in Kanada, die 291 km lange Esquimalt and Nanaimo Railway (E&N) auf British Columbias Vancouver Island.
Im April 1999 vollendete RailAmerica seinen größten internationalen Erwerb mit dem Kauf der australischen V/Line von der Regierung von Victoria für 103 Millionen Dollar. Diese regionale Eisenbahngesellschaft bietet Güterverkehrsleistungen im Südosten Australiens auf einem Streckennetz von 5.068 km an. Unter dem Namen Freight Australia ist die Gesellschaft ab dem 1. Mai 1999 aktiv. Im August 2004 verkaufte RailAmerica Freight Australia an das Unternehmen Pacific National für 204 Millionen US-Dollar. Von dem Verkaufserlös wurden sechzig Millionen Dollar zur Reduzierung der Verbindlichkeiten von RailAmerica genutzt.
Mit dem Kauf der restlichen Anteile an Kanadas drittgrößtem Eisenbahnnetz RaiLink Ltd. beendete im Juli 1999 RailAmerica seine bis dahin größte Akquisition in Nordamerika. Mit dieser Übernahme erhielt das Unternehmen den Zugriff auf ein 4.022 km-System mit elf Strecken in Alberta, den Nordwest-Territorien, Ontario, Québec und New Brunswick.
Am 3. September 1999 übernahm RailAmerica den Betrieb der 594 km langen in East Peoria (Illinois) beheimateten Toledo, Peoria & Western Railroad (TPW) für 24 Millionen Dollar, die bisher größte Übernahme in der Firmengeschichte.
Am 4. Februar 2000 übernahm RailAmerica RailTex, den bis dahin größten Shortline-Betreiber Nordamerikas. Der 325 Mio. US$ teure Erwerb markierte eine neue Ära in der Geschichte des Betriebs derartiger Bahnstrecken. Nach Abschluss dieses Geschäftes war RailAmerica der größte Betreiber von Shortlines und Regionalen Eisenbahnen in der Welt mit 39 Strecken und über 18.000 km Gleis in den USA, Kanada, Australien und in Chile.
Seit Januar 2002 wird RailAmerica an der NYSE gehandelt.
Für 90 Mio. US$ wurde im Januar 2002 StatesRail, ein weiterer führender Shortline-Betreiber, gekauft. Damit kamen weitere acht Strecken (sieben Gütertransportstrecken und eine Tourismusbahn auf Hawaii) mit 2.650 km in elf Bundesstaaten hinzu.
Ebenfalls im Januar 2002 wurde die ParkSierra, Betreiber von drei Shortlines mit 1.208 km im Westen der Vereinigten Staaten für 48 Millionen Dollar, 23 Millionen Dollar in bar und 25 Millionen Dollar in Aktien von RailAmerica, erworben. Angekündigt wurde der Kauf im November 2001.
Im Juni 2003 erwarb RailAmerica zwei weitere Shortlines für 22 Mio. US$. Am 1. Juni eine Strecke der BNSF mit 463 km für die Alabama and Gulf Coast Railway und eine 248 km Strecke im südlichen Colorado von der Union Pacific Railroad, welche von der San Luis and Rio Grande Railroad (SLRG) betrieben wird.
Das Unternehmen betrieb nun 49 Eisenbahnen mit 28.480 km in USA, Kanada, Australien und Chile, einschließlich der gewährten Streckennutzungsrechte. Aufgrund der wirtschaftlichen Entwicklung einzelner Strecken, die auch auf den Gesamtkonzern Auswirkung hatten, änderte man in der Folgezeit die unternehmerischen Strategien. So erfolgte 2004 der Verkauf der chilenischen und australischen Gesellschaften. Aber auch in Nordamerika setzte eine Optimierung der Streckennetze ein.
Im Januar 2004 wurden die Anlagen der Central Michigan Railway (CMGN) für 25,3 Mio. US$ erworben. Die CMGN wird als Teil der Huron & Eastern Railway betrieben. Am 1. August 2004 beginnt die Chicago, Fort Wayne and Eastern Railroad (CFE) mit dem Betrieb. Die CFE entstand durch eine Pachtvereinbarung mit der CSX Transportation.
Im August 2004 wurde William G. Pagonis zum Chairman of the Board ernannt. Im März 2005 wurde Marino von Charles Swinburn als CEO und von Donald D. Redfearn als Präsident abgelöst.
Im Oktober 2004 erwarb RailAmerica von der CSX Transportation die 172 km lange Midland Subdivision. Die Strecke wird als Teil der Indiana & Ohio Central Railroad betrieben.
Im Dezember 2004 verkaufte RailAmerica die Arizona Eastern Railway und die West Texas and Lubbock Railroad an die Permian Basin Railways. Im Oktober 2005 erwarb das Unternehmen von Alcoa vier Strecken mit einer Gesamtlänge von 40 km in Texas, New York und Arkansas. Im Dezember desselben Jahres erfolgte noch der Verkauf der San Luis and Rio Grande Railroad an die Permian Basin Railways sowie im Januar 2006 der Mackenzie Northern Railway, der Lakeland and Waterways Railway und der Central Western Railway an die Canadian National Railway. Im März 2006 erfolgte der Verkauf der E&N Railroad.
Am 14. Februar 2007 erfolgte die Übernahme von RailAmerica durch das Investmentunternehmen Fortress Investment Group LLC für 1,1 Milliarden Dollar. Neuer Chairman of the Board wurde Wesley R. Edens, Vorstand der Fortress Investment, Präsident und Chief Executive Officer wurde John E. Giles. Der Unternehmenssitz wurde nach Jacksonville (Florida) verlegt.
In der Folge wurde die Unternehmensstruktur weiter optimiert. So wurden verschiedene Regionalabteilungen gebildet. Durch einen IPO am 14. Oktober 2009 trennte sich Fortress von 40 % der Aktienanteile.
Im Frühjahr 2011 erwarb die Gesellschaft von den Gulf and Ohio Railways die Three Notch Railroad, die Wiregrass Central Railroad und die Conecuh Valley Railroad. 2012 erfolgte der Erwerb der Marquette Rail sowie eines 70-%-Anteils an der Wellsboro and Corning Railroad.
Im Juli 2012 teilte Genesee and Wyoming mit, dass sie RailAmerica für 1,4 Milliarden Dollar übernehmen wird. Vorausgegangen waren Überlegungen des Managements von RailAmerica Ende Mai 2012 das Unternehmen zum Verkauf zu stellen. Nach der Zustimmung des U.S. Surface Transportation Board vom 19. Dezember 2012 erfolgte die formelle Übernahme per 28. Dezember 2012. Mit der Übernahme ist das Streckennetz der Genesee and Wyoming in den Vereinigten Staaten auf 24000 Kilometer angewachsen. Zudem betreibt das Unternehmen über 110 Eisenbahnlinien.

## Bahngesellschaften
Die Tabelle listet alle Bahngesellschaften auf, die durch RailAmerica oder durch ihre Tochtergesellschaften erworben wurden.
| Bahngesellschaft                            | Kürzel | Erworben durch         | Zeitpunkt | Anmerkungen                              |
| ------------------------------------------- | ------ | ---------------------- | --------- | ---------------------------------------- |
| Alabama and Gulf Coast Railway              | AGR    | StatesRail             | Jan. 2002 |                                          |
| Arizona and California Railroad             | ARZC   | ParkSierra             | Jan. 2002 |                                          |
| Bauxite and Northern Railway                | BXNR   | Alcoa                  | Sep. 2005 |                                          |
| California Northern Railroad                | CFNR   | ParkSierra             | Jan. 2002 |                                          |
| Cape Breton and Central Nova Scotia Railway | CBNS   | RailTex                | Feb. 2000 |                                          |
| Carolina Piedmont Railroad                  | CPDR   | RailTex                | Feb. 2000 |                                          |
| Cascade and Columbia River Railroad         | CSCD   | direkt                 | Sep. 1996 |                                          |
| Central Oregon and Pacific Railroad         | CORP   | RailTex                | Feb. 2000 |                                          |
| Central Railroad of Indiana                 | CIND   | RailTex                | Feb. 2000 |                                          |
| Central Railroad of Indianapolis            | CERA   | RailTex                | Feb. 2000 | betrieben durch Winamac Southern Railway |
| Chesapeake and Albemarle Railroad           | CARR   | RailTex                | Feb. 2000 |                                          |
| Chicago, Fort Wayne and Eastern Railroad    | CFER   | direkt                 | Juli 2004 |                                          |
| Connecticut Southern Railroad               | CSOR   | RailTex                | Feb. 2000 |                                          |
| Dallas, Garland and Northeastern Railroad   | DGNO   | RailTex                | Feb. 2000 |                                          |
| Eastern Alabama Railway                     | EARY   | StatesRail             | Jan. 2002 |                                          |
| Goderich-Exeter Railway                     | GXRR   | RailTex                | Feb. 2000 |                                          |
| Grand Rapids Eastern Railroad               | GR     | RailTex                | Feb. 2000 |                                          |
| Huron and Eastern Railway                   | HESR   | direkt                 | März 1992 |                                          |
| Indiana and Ohio Railway                    | IORY   | RailTex                | Feb. 2000 |                                          |
| Indiana Southern Railroad                   | ISRR   | RailTex                | Feb. 2000 |                                          |
| Kiamichi Railroad                           | KRR    | direkt                 | Jan. 2002 |                                          |
| Kyle Railroad                               | KYLE   | StatesRail             | Jan. 2002 |                                          |
| Marquette Rail                              | MQT    | direkt                 | Feb. 2012 |                                          |
| Massena Terminal Railroad                   | MSTR   | Alcoa                  | Sep. 2005 |                                          |
| Michigan Shore Railroad                     | MSR    | RailTex                | Feb. 2000 |                                          |
| Mid-Michigan Railroad                       | MMRR   | RailTex                | Feb. 2000 |                                          |
| Missouri and Northern Arkansas Railroad     | MNAR   | RailTex                | Feb. 2000 |                                          |
| New England Central Railroad                | NECR   | RailTex                | Feb. 2000 |                                          |
| North Carolina and Virginia Railroad        | VCVA   | RailTex                | Feb. 2000 |                                          |
| Ottawa Valley Railway                       | OVRR   | RaiLink                | Juli 1999 |                                          |
| Otter Tail Valley Railroad                  | OTVR   | direkt                 | Okt. 1996 |                                          |
| Point Comfort and Northern Railway          | PCNR   | Alcoa                  | Sep. 2005 |                                          |
| Puget Sound and Pacific Railroad            | PSAP   | ParkSierra             | Jan. 2002 |                                          |
| Rockdale, Sandow and Southern Railroad      | RSSR   | Alcoa                  | Sep. 2005 |                                          |
| San Diego and Imperial Valley Railroad      | SDIY   | RailTex                | Feb. 2000 |                                          |
| San Joaquin Valley Railroad                 | SJVR   | StatesRail             | Jan. 2002 |                                          |
| South Carolina Central Railroad             | SCRF   | RailTex                | Feb. 2000 |                                          |
| Southern Ontario Railway                    | SORR   | RaiLink                | Juli 1999 |                                          |
| Texas Northeastern Railroad                 | TNER   | RailTex                | Feb. 2000 |                                          |
| Toledo, Peoria and Western Railway          | TPWR   | direkt                 | Sep. 1999 |                                          |
| Ventura County Railroad                     | VCRR   | direkt                 | Aug. 1998 |                                          |
| Three Notch Railroad                        | THNR   | Gulf and Ohio Railways | Apr. 2011 |                                          |
| Wiregrass Central Railroad                  | WGCR   | Gulf and Ohio Railways | Apr. 2011 |                                          |
| Conecuh Valley Railroad                     | COEH   | Gulf and Ohio Railways | Apr. 2011 |                                          |
| Wellsboro and Corning Railroad              | WCOR   | Myles Group            | Feb. 2012 | 70-%-Anteil                              |

| Bahngesellschaft                        | Erworben durch | Zeitpunkt | Anmerkungen |
| --------------------------------------- | -------------- | --------- | --- |
| A&R Line                                | TP&W           | Sep. 1999 | Gepachtet von 1997 bis 2002 von Cargill durch TP&W. |
| Arizona Eastern Railway                 | StatesRail     | Jan. 2002 | Verkauft im Dezember 2004 an Permian Basin Railways |
| Central Michigan Railway                | direkt         | Jan. 2004 | In die Huron and Eastern Railway integriert |
| Central Western Railway                 | RaiLink        | Juli 1999 | Verkauft im Januar 2006 |
| Dakota Rail                             | direkt         | Sep. 1995 | Verkauft im Dezember 2001 an die Hennepin County Regional Railroad Authority.                                                                                   |
| Delaware Valley Railway                 | direkt         | Juli 1994 | Mit Pachtvertrag im März 1999 an die Brandywine Valley Railroad übertragen.                                                                                     |
| E&N Railway                             | direkt         | Jan. 1999 | Verkauft im Juni 2006 an die Southern Railway of British Columbia.                                                                                              |
| Evansville Terminal Company             | direkt         | Juni 1996 | Verkauft im September 1997 an John H. Marino. |
| Ferronor                                | direkt         | Feb. 1997 | Gepachtet von der Potrerillos Railway im Januar 2002; verkauft im Februar 2004.                                                                                 |
| Freight Australia                       | direkt         | Apr. 1999 | Verkauft im August 2004 an Pacific National. |
| Georgia Southwestern Railroad           | RailTex        | Feb. 2000 | Verkauft im März 2002 an örtliche Investoren. |
| Gettysburg Railway                      | direkt         | Nov. 1996 | Verkauft im Oktober 1997 an John H. Marino. |
| Indiana and Ohio Central Railroad       | RailTex        | Feb. 2000 | Fusionierte mit der Indiana and Ohio Railway. |
| J.K. Line                               | TP&W           | Sep. 1999 | Gepachtet von Cargill durch TP&W von 1998 bis 2002 |
| Lahaina, Kaanapali and Pacific Railroad | StatesRail     | Jan. 2002 | 2007 verkauft |
| Lakeland and Waterways Railway          | RaiLink        | Juli 1999 | Verkauft im Januar 2006 |
| Mackenzie Northern Railway              | RaiLink        | Juli 1999 | Verkauft im Januar 2006 |
| Minnesota Northern Railroad             | direkt         | Dez. 1996 | Verkauft im August an KBN. |
| Ontario L'Orignal Railway               | RailTex        | Feb. 2000 | Verkauft im Dezember 2000. |
| Pittsburgh Industrial Railroad          | RailTex        | Feb. 2000 | Verkauft im Dezember 2000 an Summit View |
| Plainview Terminal Company              | direkt         | Nov. 1995 | |
| St. Croix Valley Railroad               | direkt         | Sep. 1997 | Verkauft im August 2000 an KBN |
| Saginaw Valley Railway                  | direkt         | März 1992 | Fusion zu Huron and Eastern Railway im September 2004. |
| San Luis and Rio Grande Railroad        | direkt         | Juni 2003 | Verkauft im Dezember 2005 an Permian Basin Railways. |
| San Pedro and Southwestern Railway      | StatesRail     | Jan. 2002 | Verkauft im Oktober 2003 an die Arizona Railroad Group. |
| South Central Tennessee Railroad        | direkt         | Feb. 1994 | Verkauft im Dezember 2000 an Henry G. Hohorst und andere Investoren.                                                                                            |
| Texas-New Mexico Railroad               | RailTex        | Feb. 2000 | Verkauft im Mai 2002 an Permian Basin Railways. |
| Virginia Southern Railroad              | RailTex        | Feb. 2000 | Betrieb auf dem Abschnitt in Virginia seit 2009 durch die Buckingham Branch Railroad                                                                            |
| West Texas and Lubbock Railroad         | direkt         | Nov. 1995 | Verpachtet im Mai 2002 an das Permian Basin Railways-Tochterunternehmen West Texas and Lubbock Railway und verkauft im Dezember 2004 an Permian Basin Railways. |

## Unternehmensleitung
- Chairman of the Board
  - März 1992 bis August 2004: Gary O . Marino
  - August 2004 bis Februar 2007: William G. Pagonis
  - Februar 2007 bis Dezember 2012: Wesley R. Edens (Fortress Investment)
- Chief Executive Officer
  - März 1994 bis August 2004: Gary O . Marino
  - August 2004 bis Februar 2007: Charles Swinburn
  - Februar 2007 bis Dezember 2012: John E. Giles
- Präsident
  - März 1992-Juni 1996: John H. Marino
  - Juni 1996 bis Juni 2004: Gary O . Marino
  - Juni 2004 bis Februar 2007: Donald D. Redfearn
  - Februar 2007 bis Dezember 2012: John E. Giles